# Успенський жіночий монастир (Домбоки)
Успенський жіночий монастир — жіночий монастир Мукачівської єпархії УПЦ МП, розташований у селі Домбоки Мукачівського району Закарпатської області.
Заснований 1931 на території Чехословаччини зусиллями православного архімандрита Алексія (Кабалюка) у складі Сербської православної церкви. Перша ігуменія — Євпраксія (Гричка).

## Історія

### Заснування
В Домбоках поблизу Мукачевого 1921 року чехословацький уряд заснував сільськогосподарську школу. Через вісім років її закрили, а численні будівлі держава продала за 125 тисяч чеських крон батькам православного священика Івана Карбованця. Придбавши це місце, о. Іван поставив там православний хрест. Після цього він звернувся в Мукачівське єпархіальне управління Сербської православної церкви з листом, у якому оголосив про намір подарувати свою землю з забудовами під православний монастир.
11 квітня 1930 року архімандрит Алексій (Кабалюк) дав згоду на будівництво православного монастиря Успіння Божої матері в селі Домбоки. Також і сам віддав багато свого майна на розбудову монастиря, а також зібрав пожертви у інших помісних церквах.
Протоієрей В. Каламацький виготовив документацію й очолив перебудову. Іконостас вирізьбив відомий майстер І.Павлишинець з с.Чопівці та помічник Василь Лендєл з села Ракошина, який згодом сам зробив малий вівтар для ікони Божої Матері, а також вирізьбив хрест.
30 серпня 1931 року єпископ Йосиф звернувся по допомогу до ігумені Параскевії (Прокоп) з Липчанського монастиря. В листі він писав: «Прошу дозволити сестрам, які бажають, перейти в Домбоки». У Домбоки вирішили перейти шість сестер, серед них монахині Софія та Анастасія та монахиня Євпраксія (Гричка), яка і стала настоятелькою монастиря.
У 1934 р. в монастир призначають священиком ієромонаха Варлаама (Свинець). У 1936 р. сестри збільшили вівтар у церкві. Під керівництвом монахині Євпраксії та архімандрита Алексія монастирське господарство змінювалося і зростало. При монастирі діяла швейна майстерня, у якій шили на замовлення православного духовенства священицький одяг.
В 1938 році з Єрусалима в монастир привезли чудотворну ікону Божої Матері «Скоропослушниця», що була намальована на Афоні.

### У складі Угорщини та СРСР
Зеніту в своєму розвитку Домбоцький жіночий монастир досяг у часи Угорщини, коли ігуменією було призначено Февронії (Рацюк) — 18 червня 1942 року.
 Але після приходу сталінських військ почалися гоніння на церкву — окупанти хотіли закрити монастир і переобладнати під дитячий табір. Дружній опір населення не дав здійснитися цьому задуму. Але 1959 комуністи таки монастир закрили. Церкву осквернили — перетворили на сипанець (комору). Домову церкву та церкву Благовіщення зруйнували. Іконостас єпархія продала, щоб його не донищили комуністи.

### Після звільнення України від СРСР
1993 лише частину будівель та самі землі повернуто монастиреві. Почали повертатися монашки. Відновили церкву, однак вона приблизно на 2 метри нижча, ніж була.

Збудовано нову каплицю. Монастиреві повернуто чудотворну ікону «Скоропослушниця». Відроджено православну святиню стараннями ігумені Валентини (Волошин).

Неподалік від основного корпусу — поховання о. Івана Карбованця.

На даний час в монастирі проживає близько 30 черниць під опікою ігумені Февронії (Тухляниця).